# Șincai
Șincai (in passato Râciu de Câmpie, in ungherese Mezősámsond) è un comune della Romania di 1601 abitanti, ubicato nel distretto di Mureș, nella regione storica della Transilvania. 
Il comune è formato dall'unione di 4 villaggi: Lechincioara, Pusta, Șincai, Șincai-Fânațe.
Șincai ha assunto questa denominazione in onore del poeta, storico e filologo Gheorghe Şincai (1754-1816), che qui nacque.